# Високите
Високите е село в Южна България. То се намира в община Мадан, област Смолян.

## География
Село Високите се намира в планински район.

## История
Селото е създадено в началото на XIX век от три семейства.